# Polgár (Stadt)
Polgár ist eine Stadt im Kreis Hajdúnánás im Komitat Hajdú-Bihar in Ungarn. Sie war bis Ende 2012 Verwaltungssitz des gleichnamigen Kleingebiets. Die Stadt hat ungefähr 8.000 Einwohner (Stand 2011). Die Stadt liegt an der Bahnstrecke Ohat-Pusztakócs–Nyíregyháza, durch das Gemeindegebiet führen die Autobahn M3 (E79) und die Hauptstraße 35.

## Geografie
Polgár grenzt an die Komitate Borsod-Abaúj-Zemplén und Szabolcs-Szatmár-Bereg sowie an folgende Gemeinden:
| Tiszapalkonya (BZ)             | Tiszagyulaháza                              | Újtikos Tiszavasvári (SZ) |
| Oszlár (BZ)                    | Kompassrose, die auf Nachbargemeinden zeigt | Hajdúnánás                |
| Hejőkürt (BZ) Tiszatarján (BZ) | Folyás                                      | Görbeháza                 |

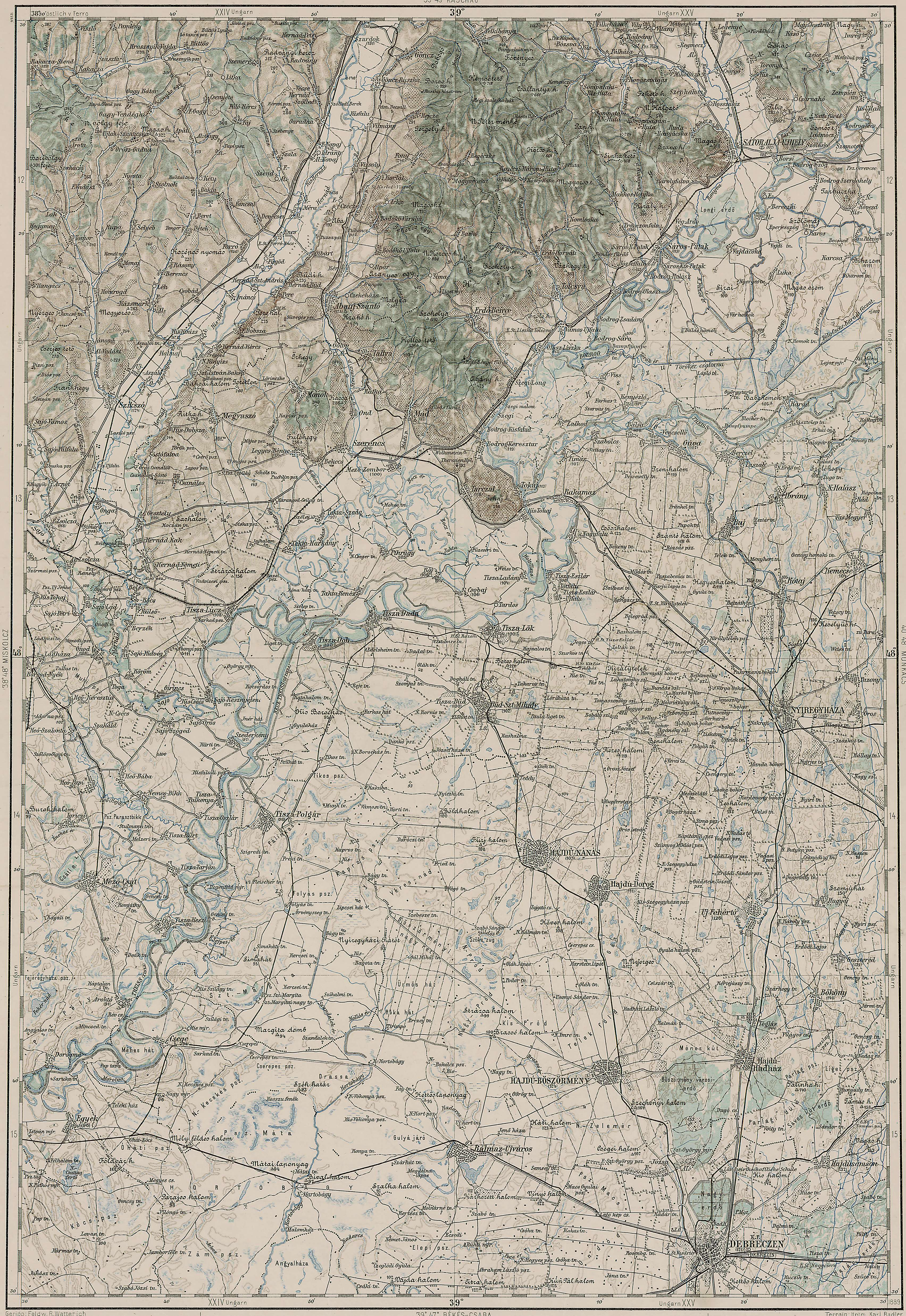
Tisza-Polgár (N 47° 52'; O 38° 47') um 1892 (Aufnahmeblatt der Franzisco-Josephinischen Landesaufnahme)

## Sehenswürdigkeiten
- Römisch-katholische Kirche Nagyboldogasszony

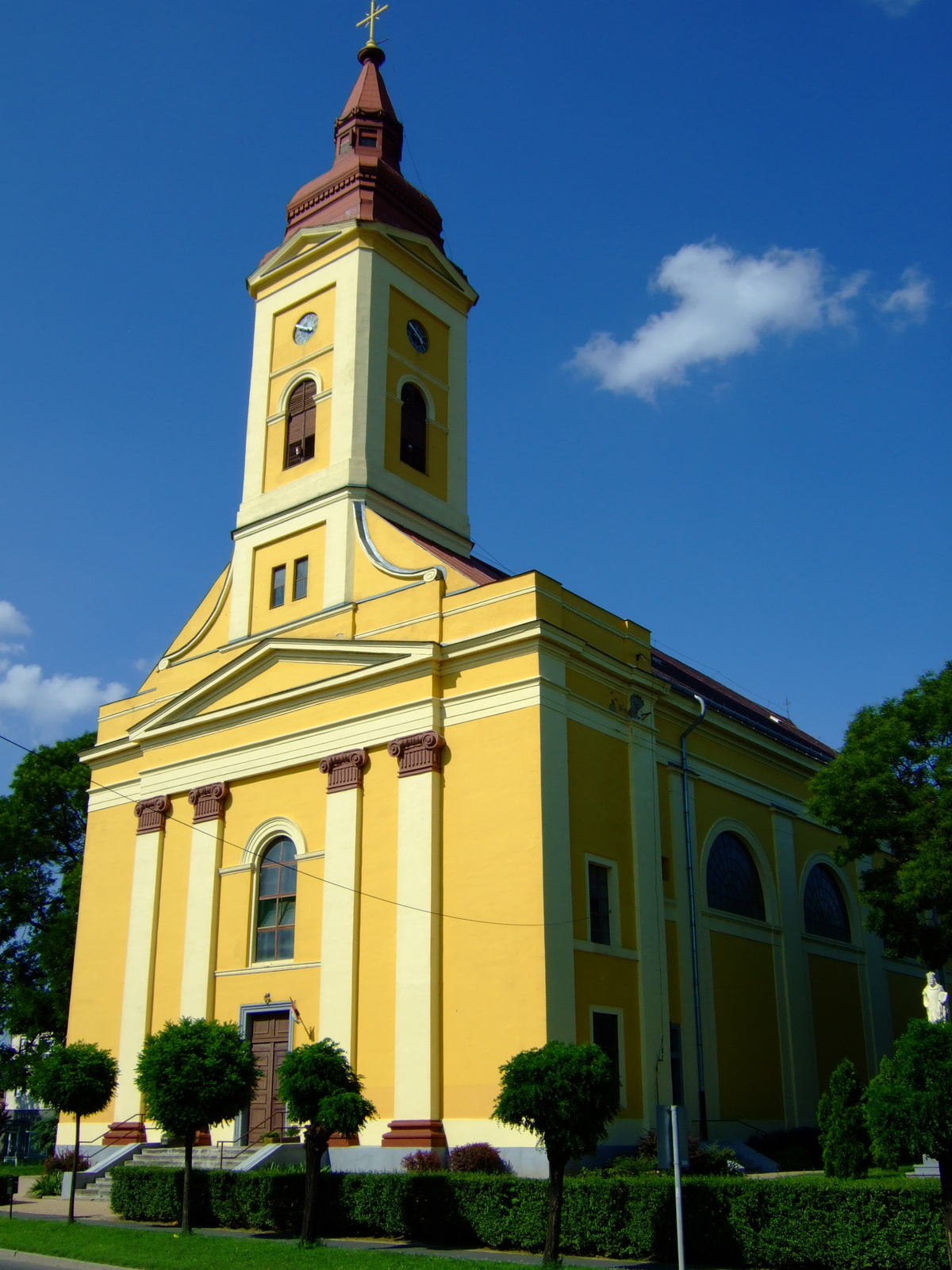
Römisch-katholische Kirche Nagyboldogasszony in Polgár